# Bulgari (nhãn hiệu)
Bulgari (/ˈbʊlɡəri/; cách điệu: BVLGARI) là thương hiệu thời trang phụ kiện đá quý cao cấp của Ý. Thương hiệu này được Sotirios Voulgaris thành lập vào năm 1884.

## Từ nguyên
Dù tên gốc là Bulgari, nhưng nhãn hàng thường được viết là BVLGARI (chữ la tinh và in hoa).